# Tibellus australis
Tibellus australis es una especie de araña cangrejo del género Tibellus, familia Philodromidae. Fue descrita científicamente por Simon en 1910.

## Distribución
Esta especie se encuentra en Botsuana.